# Wenzeslaus Jorhan

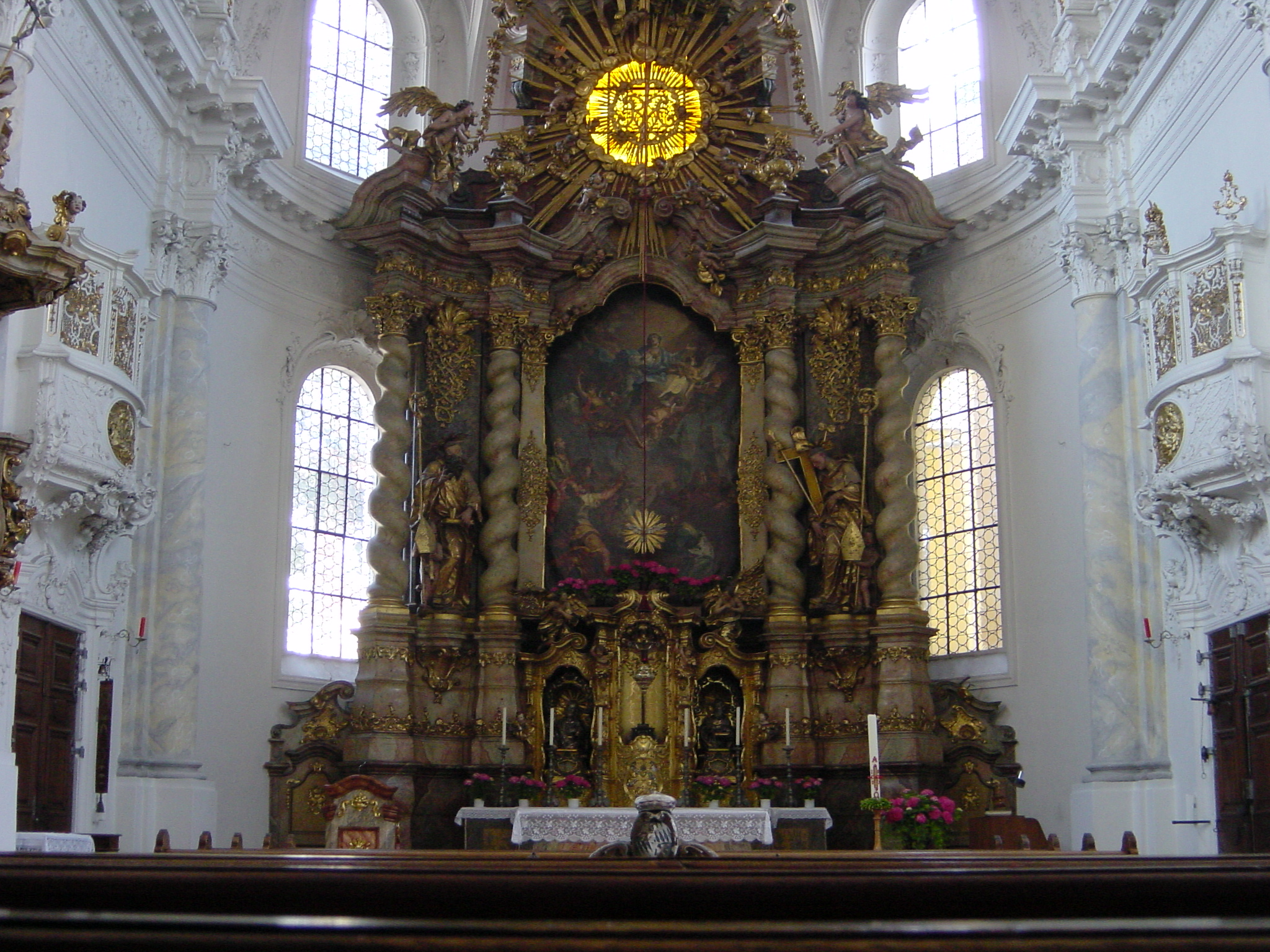
Der Hochaltar der Klosterkirche Seligenthal (1732–34)

Wenzeslaus Jorhan, auch Johann Wenzeslaus Jorhan und Wenzeslaus Johann Jorhan (* um 1695 in Bilin; † [begraben] 16. März 1752 in Griesbach) war ein deutscher Bildhauer.
Der Sohn eines Bildhauers und Schüler von Ignaz Reiser heiratete 1718 in Kloster Vornbach und erreichte um 1720 auf seiner Wanderschaft das niederbayerische Griesbach. 1725 erwarb er dort ein Haus und gründete eine Bildhauerwerkstätte. Er arbeitete vorwiegend für kirchliche Auftraggeber in Niederbayern.
Zu seinen Werken zählen zwei Seitenaltäre in der Wallfahrtskirche Schildthurn, der Hochaltar, die Kanzel und (zugeschrieben) die vier Seitenaltäre in der Klosterkirche von Kloster Seligenthal (1732–34) sowie der Hochaltar der Wallfahrtskirche von Anzenberg bei Massing (um 1746). Mehrere seiner archivalisch belegten Arbeiten sind nicht erhalten, darunter der St. Anna-Seitenaltar in Kößlarn (1733). Zugeschrieben werden ihm unter anderem der Hochaltar der ehemaligen Dominikanerkirche Landshut (1747–49) und der Choraltar von St. Wolfgang bei Weng (1738). Er war der Vater des Bildhauers Christian Jorhan dem Älteren (1727–1804).